# New Yorker Staats-Zeitung

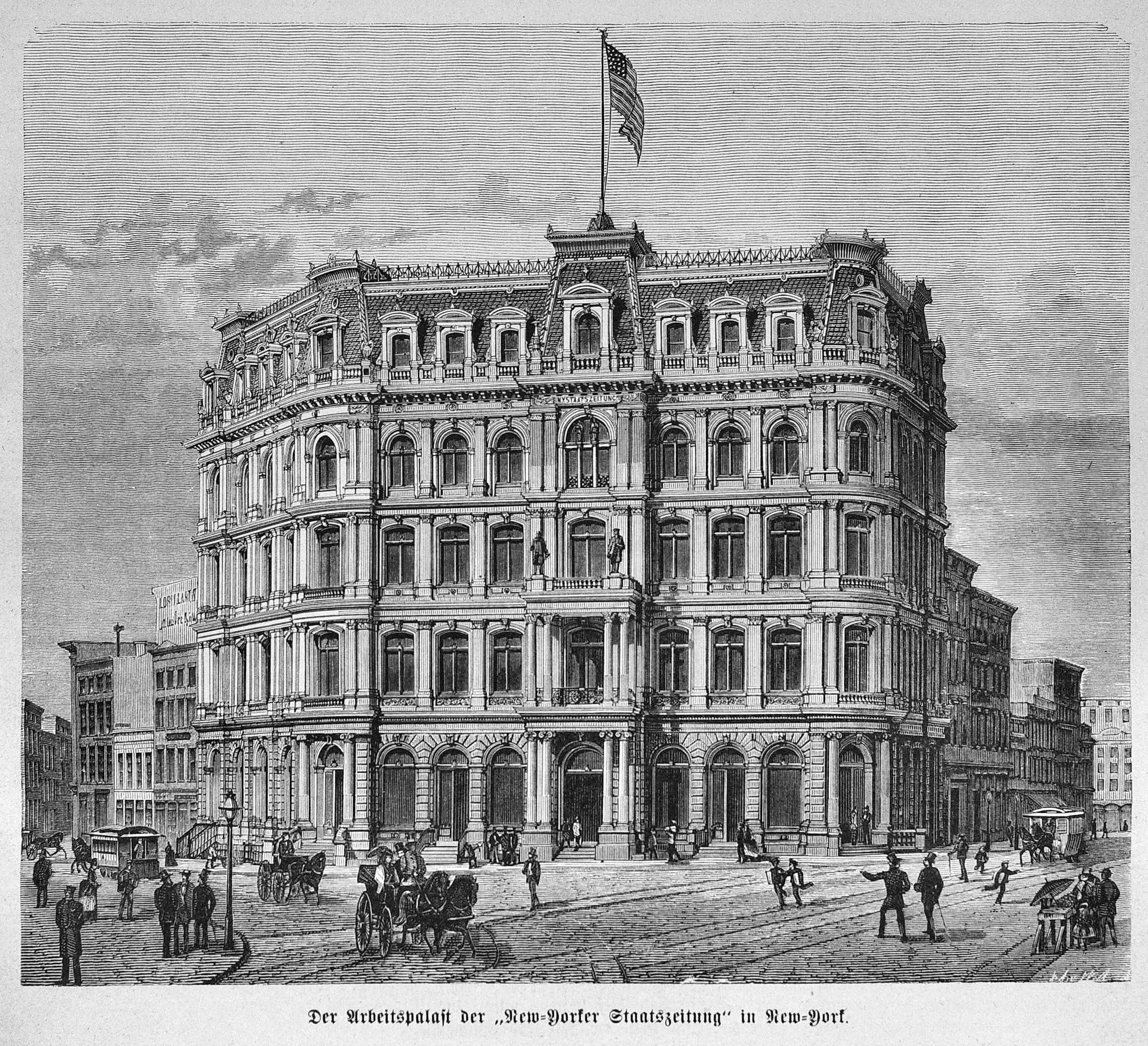
Gebäude der New Yorker Staats-Zeitung (1875)

Die New Yorker Staats-Zeitung ist eine deutschsprachige Auslandspublikation und eine der ältesten Zeitungen in den Vereinigten Staaten von Amerika. Sie ist auch unter dem Namen „The Staats“ bekannt und erschien erstmals am 24. Dezember 1834. Der erste Redakteur war Stephan Molitor.

## Geschichte
Das Blatt wurde von deutschen Einwanderern, die Anhänger der Demokraten und Andrew Jacksons waren, gegründet. Nach mehreren Eigentümerwechseln wurde sie 1845 an Jakob Uhl verkauft, der sie bis zu seinem Tod 1852 zu einer der angesehensten Zeitungen entwickelte. Auch seine Ehefrau Anna hatte sich in das Verlagswesen eingearbeitet, so dass sie – trotz ihrer sechs Kinder – alle Verkaufsangebote ablehnen konnte. 1850 hatte Uhl Oswald Ottendorfer als Redakteur eingestellt, der 1859 die Witwe heiratete. Unter seiner Leitung wurde die Staats zu einer Tageszeitung, Caspar Stürenburg wurde Leitartikler. Die Ottendorfers hatten keine Kinder. Uhls Kinder, darunter Edward Uhl, die die Mehrheit der Aktien besaßen, waren an dem Zeitungsverlag nicht interessiert. Um die Zeitung zu erhalten, entschieden sie sich 1906, an Herman Ridder zu verkaufen. Ridder besaß seit 1890 bereits 1/10 der Aktien und war Geschäftsführer. Er leitete die Zeitung bis zu seinem Tod 1915. Danach wurde sie gemeinsam von seinen Söhnen Bernard H. Ridder und Victor F. Ridder geleitet.
Trotz der Konkurrenz wurde The Staats die drittgrößte Tageszeitung in New York. 1886 verkaufte die größte, die N.Y. World, 149.000 Exemplare täglich, gefolgt von der N.Y. Tribune mit 80.000, und dann die N.Y. Staats-Zeitung mit 60.000. Danach kam die New York Times, mit 40.000, die Deutsch-Republikanische Herold, mit 35.000, die englische N.Y. Evening Post mit 17.000 und die sozialistische N.Y. Volkszeitung mit 10.000 Exemplaren. Zusätzlich gab es eine Vielfalt von wöchentlichen Zeitungen in deutscher Sprache, Handels- und Werbezeitungen, sowie in Brooklyn die Zeitung Freie Presse (siehe auch deutschsprachige Zeitungen in den USA). Als der Erste Weltkrieg begann, stand die Redaktion auf der Seite Deutschlands und Österreichs und druckte mit Verve patriotische Leserpost aus Deutschland ab.
Mit dem Kauf der Long Island Press und dem Journal of Commerce 1926/27 legten die Ridders bereits die Grundlage für das spätere Knight-Ridder Medien-Konglomerat. Die Staats verschmolz 1934 mit dem ebenfalls deutschsprachigen Herold und trug fortan bis 1991 den Titel Staatszeitung und Herold. Die Staats-Zeitung verkaufte 1938 noch immer 80.000 Exemplare pro Tag, aber der Zweite Weltkrieg richtete großen Schaden an. Plötzlich waren die US-Amerikaner gegen alles Deutsche.
1953 wurde die Staats an die Familie Steuer verkauft, welche die Zeitung zuerst dreimal pro Woche und dann einmal wöchentlich herausgab. 1989 verkaufte die Familie Steuer die Staats an Jes Rau, einem ehemaligen US-amerikanischen Korrespondenten der deutschen Zeit, in Hamburg. Die Auflage sank langsam, aber stetig.
Dennoch bleibt die Staat die einzige Zeitung für Deutschamerikaner in New York, Florida und Philadelphia, weil die englischsprachige Presse nicht ihre Interessen abdeckt. So berichtete sie 1995 z. B. von der Steuben-Parade in New York, wo Gouverneur George Pataki und Senator Alfonse D’Amato mit marschierten, wohlwissend um ihre Wählergruppen.
Die Zeitung versucht, historisches Bewusstsein zu vermitteln, informiert über Veranstaltungen der Deutsch-US-Amerikanischen Gemeinschaft in der Tri-State-Region von New York (New York, New Jersey, Connecticut) sowie über aktuelle Geschehnisse in Deutschland und übt sich in kritischer Auseinandersetzung mit den deutsch-US-amerikanischen Beziehungen.
Insgesamt gibt es noch etwa acht deutschsprachige Zeitungen in den Vereinigten Staaten. 1968 bis 1969 war Herbert Feuerstein Chefredakteur der Zeitung.